# Wireless MAN
WMAN (Wireless Metropolitan Area Networks) — бездротові мережі масштабу міста. Надають широкосмуговий доступ до мережі через радіоканал.
Стандарт IEEE 802.16, опублікований у квітні 2002 року, описує wireless MAN Air Interface.
802.16 — це так звана технологія «останньої милі», яка використовує діапазон частот від 10 до 66 GHz. Оскільки це сантиметровий та міліметровий діапазон, то необхідна умова «прямої видимості». Стандарт підтримує топологію point-to-multipoint, технології frequency-division duplex (FDD) і time-division duplex (TDD), з підтримкою quality of service (QoS). Можлива передача звуку і відео. Стандарт визначає пропускну здатність 120 Мбіт/с на кожен канал в 25 MHz.
Стандарт 802.16a з'явився після стандарту 802.16. Опублікований в квітні 2003 і використовує діапазон частот від 2 до 11 GHz. Стандарт підтримує сіткову топологію (mesh networking). Стандарт не потребує умови «прямої видимості».